# Airbus A220
Bombardier CSeries, Airbus A220 (також CS серії) — серія вузькофюзеляжних, дводвигунових, середньомагістральних реактивних літаків від канадського виробника Bombardier Aerospace. В рамках CSeries присутні наступні моделі: 110-місний CS100 і 135-місний CS300. Ці моделі попередньо були названі відповідно C110 та C130. У документах сертифікації CSeries вказана як Bombardier BD-500 з суфіксом -1A10 для CS100 та -1A11 для CS300.
Моделі CS100, що здійснила перший політ 16 вересня 2013 р., департаментом транспорту Канади 18 грудня 2015 р. було присвоєно сертифікат типу. До експлуатації введено 15 липня 2016 р. з Swiss Global Air Lines. CS100 є головним конкурентом Embraer E195-E2.
Для CS300 перший політ відбувся 27 лютого 2015 р.; сертифікат типу отримано 11 липня 2016 р. Перший авіалайнер було доставлено до airBaltic 28 листопада 2016 р. Ця модель конкуруватиме з Boeing 737 MAX 7 та Airbus A319neo.
У липні 2018-го 50,01% акцій перейшли до Airbus та назву літаків було змінено на А220-100 та А220-300.

### Розвиток моделі регіонального літака
Коли у Fokker, виробника Fokker 100, 100-місного ближньомагістрального авіалайнера, виникли труднощі, 5 лютого 1996 р. було розпочато переговори з Bombardier. Після аудиту потужностей та потенціалу, які Fokker мав на той час, 27 лютого того ж року Bombardier оголосив про приєднання 27 February. 15 березня Fokker був оголошений банкрутом.
8 вересня 1998 р. Bombardier розпочав програму BRJ-X, або «Bombardier Regional Jet eXpansion» (Програма розвитку місцевих авіалайнерів Бомбардьє), більшого за Canadair Regional Jet регіонального літака, що мав надійти в роботу у 2003 р. Замість схеми компоновки 2-2 сидінь, BRJ-X мав би мати ширший фюзеляж зі схемою 2-3 сидінь для 85-110 пасажирів та підкрильні мотогондоли. У такому виконанні модель заходила в нішу найменших вузькофюзеляжних, типу 2-3 сидінь DC-9/MD-80/Boeing 717, 3-3 сидінь A318 або 737-500/737-600. Наприкінці 2000-х проект було законсервовано Bombardier на користь проекту розширення CRJ700 в CRJ900.
Тимчасом Embraer випустив модель з 4-ма сидіннями в ряді та з підкрильними двигунами ― E-jet для 70-122 пасажирів на авіасалоні Paris Air Show у червні 1999 р., котрий виконав перший політ у лютому 2002 р. та був представлений у 2004 р. Airbus випустив 107-117-пасажирний укорочений A318 21 квітня 1999 р. (перший політ у січні 2002), тоді як Boeing доставив 737NG-600 у вересні 1998 р.

## Дизайн

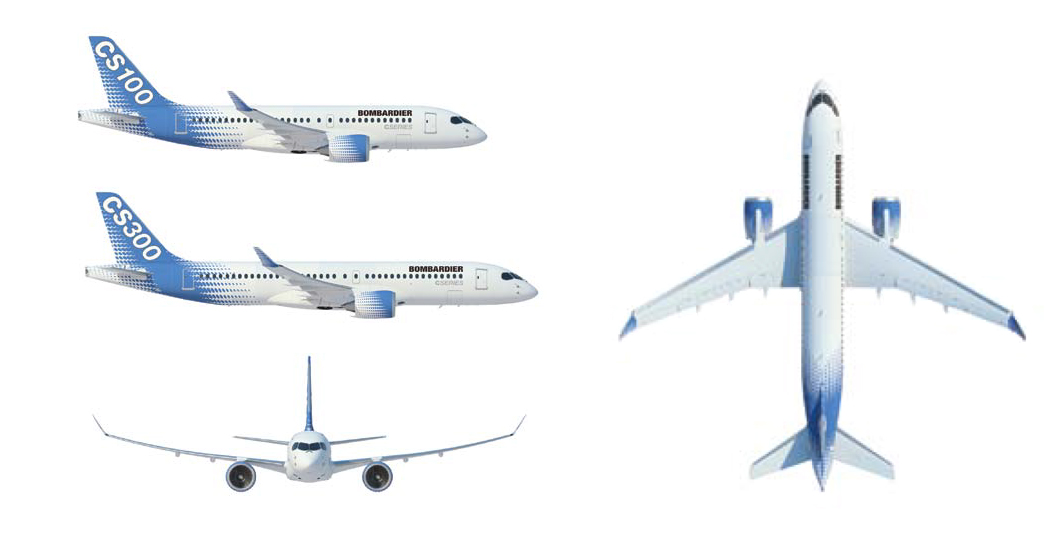
Ілюстрація Bombardier CSeries CS100/CS300 спереду/збоку/зверху

Авіалайнер Bombardier CSeries широко використовує композитні матеріали і має великі вікна. Салон CSeries представляє ємнісні надголовні полиці, що надає можливість перевозити більш об'ємну ручну поклажу. Порівняно з попередніми моделями вузькофюзеляжних бортів моделі CSeries пропонують найбільший об'єм полиць для ручної поклажі та ширший коридор між кріслами, що прискорить посадку/висадку пасажирів.
Літаки CSeries містять 70 % покращених матеріалів, що містять 46 % композиту та 24 % алюмінієво-літієвий сплав. Bombardier повідомив про перевагу у 15 % витрат пасажир/миля, 20 % економії палива, менші викиди CO2, зменшення на 25 % витрат на обслуговування та чотириразове зменшення звукового сліду в порівнянні з старішими моделями. Під час проектування було використане програмне забезпечення CATIA, HyperSizer та схожі технологічні засоби, задіяні у програмі Learjet 85.

## Технічні дані
|                                | CS100 | CS300 |
| ------------------------------ | --- | --- |
| Екіпаж                         | 2 | 2 |
| Екіпаж салону                  | від 3 до 5 бортпровідників | від 3 до 5 бортпровідників |
| Пасажирів                      | від 108 (8+100) до 133 | від 130 (12+118Y) до 160 |
| Обмеження по кількості виходів | 127 | 145 |
| Інтервал між сидіннями         | 36 дюйм (91 см) в бізнесі 32 дюйм (81 см) в економі 28 дюйм (71 см) при максимальній щільності                                        | 36 дюйм (91 см) в бізнесі 32 дюйм (81 см) в економі 28 дюйм (71 см) при максимальній щільності                                        |
| Ширина сидінь                  | 18,5 дюйм (47 см) в Ек (19 дюйм (48 см) сер.), 20 дюйм (51 см) in Бз                                                                  | 18,5 дюйм (47 см) в Ек (19 дюйм (48 см) сер.), 20 дюйм (51 см) in Бз                                                                  |
| Довжина                        | 114 ft 9 in / 35.0 m | 127 ft 0 in / 38.7 m |
| Розмах крил                    | 115 ft 1 in / 35.1 m | 115 ft 1 in / 35.1 m |
| Площа крил                     | 1,209 ft² / 112.3 m² | 1,209 ft² / 112.3 m² |
| Висота                         | 37 ft 8 in / 11.5 m | 37 ft 8 in / 11.5 m |
| Діаметр фюзеляжу               | 12 ft 2 in / 3.7 m | 12 ft 2 in / 3.7 m |
| Ширина салону                  | 129.0 in / 3.28 m | 129.0 in / 3.28 m |
| Висота салону                  | 83.0 in / 2.11 m | 83.0 in / 2.11 m |
| Довжина салону                 | 77 ft 10 in / 23.7 m | 90 ft 1 in / 27.5 m |
| Об'єм багажного відсіку        | 838 ft³ / 23.7 m³ | 1,116 ft³ / 31.6 m³ |
| Максимальна злітна маса        | : 121,000 lb / 54,885 kg макс : 134,000 lb. / 60,781 kg                                                                               | баз : 132,000 lb / 59,874 kg макс: 149,000 lb. / 67,585 kg                                                                            |
| Максимальна посадкова маса     | баз : 112,500 lb / 51,029 kg макс: 115,500 lb. / 52,390 kg                                                                            | баз : 124,500 lb / 56,472 kg макс : 129,500 lb. / 58,740 kg                                                                           |
| Максимальна нуль-паливна маса  | 111,000 lb / 50,349 kg | 123,000 lb / 55,792 kg |
| Макс. багажне завантаження     | 8,000 lb / 3,629 kg | 10,700 lb / 4,853 kg |
| Макс. загальне завантаження    | баз : 30,350 lb / 13,767 kg макс : 33,350 lb. / 15,127 kg                                                                             | баз : 36,750 lb / 16,670 kg макс : 41,250 lb. / 18,711 kg                                                                             |
| Порожня маса                   | 77 650 фунт (35 221 кг) | 81 750 фунт (37 081 кг) |
| Паливна ємність                | 38,875 lb / 17,630 kg | 37,950 lb / 17,213 kg |
| Максимальна віддаль            | 3,100 nmi / 5,741 km | 3,300 nmi / 6,112 km |
| Макс. крейсерська швидкість    | Mach 0.82 (470 вузлів / 871 км/год)                                                                                                   | Mach 0.82 (470 вузлів / 871 км/год)                                                                                                   |
| Типова крейсерська швидкість   | Mach 0.78 (447 вузлів / 829 км/год)                                                                                                   | Mach 0.78 (447 вузлів / 829 км/год)                                                                                                   |
| Довжина пробігу, стандартно    | 4,000 ft / 1,219 m | 5,000 ft / 1,524 m |
| Довжина пробігу при МЗМ        | 4,800 ft / 1,463 m | 6,200 ft / 1,890 m |
| Довжина ЗПС, стандартно        | 4,450 ft / 1,356 m | 4,800 ft / 1,463 m |
| Довжина ЗПС при МПМ            | 4,550 ft / 1,387 m | 4,950 ft / 1,509 m |
| Робоча стеля                   | 41,000 футів / 12 497 м | 41,000 футів / 12 497 м |
| Двигуни                        | 2× Pratt & Whitney PW1500G | 2× Pratt & Whitney PW1500G |
| Діаметр пропелера              | 73 дюйм (185 см) | 73 дюйм (185 см) |
| Тяга на двигун                 | PW1519G (CS100) : 18,900 lbf / 84.1 kN PW1521G : 21,000 lbf / 93.4 kN PW1524G : 23,300 lbf / 103.6 kN PW1525G : 23,300 lbf / 103.6 kN | PW1519G (CS100) : 18,900 lbf / 84.1 kN PW1521G : 21,000 lbf / 93.4 kN PW1524G : 23,300 lbf / 103.6 kN PW1525G : 23,300 lbf / 103.6 kN |

### Подібні літаки
- Боїнг 737 MAX
- Airbus A319neo
- Embraer E-Jet